# Agdal Riyad
Agdal Riyad (àrab: أكدال الرياض, Agdāl ar-Riyāḍ; amazic estàndard marroquí: ⴰⴳⴷⴰⵍ ⵕⵢⴰⴹ, Agdal Ṛyaḍ) és un districte del municipi de Rabat, a la prefectura de Rabat, a la regió de Rabat-Salé-Kenitra, al Marroc. Segons el cens de 2014 tenia una població total de 77.257 persones. Entre els censos de 1994 i 2004 ha passat de 74.006 a 90.568 habitants. El president actual de l'arrondissement és Mohamed Reda Benkheldoun del PJD.